# Dru Drury
Dru Drury, angleški srebrar in entomolog, * 4. februar 1724, London, Združeno kraljestvo, † 15. december 1803, London.
Rodil se je v Londonu v družini srebrarja. Tudi sam se je priučil tega poklica in leta 1748 podedoval očetovo delavnico. V obrti je bil uspešen in je zaslužil toliko, da je leta 1771 odkupil vse zaloge drugega srebrarja in se leta 1789 upokojil. V vmesnem času se je poročil z Esther Pedley, hčerko izdelovalca mila, s katero je imel tri otroke.

## Entomološko delo
Pred upokojitvijo se je začel aktivno zanimati za entomologijo in je od leta 1770 vzdrževal pisne stike z raziskovalci žuželk po vsem svetu, od Indije do Jamajke in Amerike. Po tej poti je pridobil večji del svoje zbirke. Med leti 1780 in 1782 je bil tudi predsednik Londonske entomološke družbe. Njegova zbirka je na koncu obsegala več kot 11.000 primerkov žuželk, vendar pa je po današnjih znanstvenih merilih njena uporabnost omejena, saj takrat entomologi še niso zapisovali lokacije najdb in drugih podatkov.
Njegovo glavno delo je Illustrations of Natural History, Wherein are Exhibited Upwards of 240 Figures of Exotic Insects v treh knjigah, bogato opremljenih z ilustracijami, ki so izhajale med leti 1770 in 1787 v samozaložbi. Po njegovi smrti, leta 1837 je izšla prenovljena izdaja pod naslovom Illustrations of Exotic Entomology. Ohranjena je obširna korespondenca z raznimi delavci v založništvu, ki vsebuje številne podatke o cenah, tiskarskih tehnikah ipd., kar predstavlja pomemben vpogled v to obdobje zgodovine britanskega založništva in tiskarstva.